# Roberto Merhi
Roberto Merhi (Castellón de la Plana, 22 maart 1991) is een Spaans autocoureur die in 2015 zijn Formule 1-debuut maakte voor het Manor F1 Team.

## Carrière

### Formule Renault 2.0
In 2007 nam Merhi vooral deel aan de Italiaanse Formule Renault en de Eurocup Formule Renault 2.0, waarbij hij respectievelijk als 4e en 18e eindigde in de stand. In 2008 nam hij deel aan de Formule Renault WEC, waar hij tweede eindigde, en eindigde als vierde in de Eurocup. Hij reed ook vijf races in het Spaanse Formule 3-kampioenschap.

### Formule 3
Merhi maakte de fulltime overstap naar de Formule 3 in 2009, waarin hij tekende voor Manor Motorsport voor hun Formule 3 Euroseries-team, waarbij hij als zevende eindigde met vier podiumplaatsen.
In 2010 reed Merhi voor Mücke Motorsport in de Euroseries. Hij behaalde zijn eerste Euroseries-overwinning in de tweede race op de Hockenheimring. Met nog drie andere podiumplaatsen eindigde hij als vijfde in het kampioenschap.
In 2011 stapte Merhi over naar het Prema Powerteam in de Euroseries. Hij behaalde elf overwinningen en nog negen andere podiumplaatsen, waardoor hij met een ruime voorsprong op Marco Wittmann en Daniel Juncadella kampioen werd. Dat jaar werd hij ook kampioen in de Formule 3 International Trophy, ondanks een diskwalificatie tijdens de Masters of Formula 3 op het Circuit Park Zandvoort na een botsing met Juncadella.

### GP3
In 2010 verving Merhi in de GP3 voor het team ATECH CRS GP de Italiaan Patrick Reiterer in de ronde op het Valencia Street Circuit. In zijn eerste raceweekend stond hij meteen tweemaal op het podium, waarna hij de rest van het seizoen ook reed. Met nog één podiumplaats op Spa-Francorchamps werd hij zesde in het kampioenschap.

### DTM
Op 3 april 2012 maakte Mercedes de terugkeer van het Mercedes-Benz Junior Team bekend, dat eerder bekende coureurs als Heinz-Harald Frentzen, Karl Wendlinger en Michael Schumacher voortbracht. Merhi, Formule Renault 3.5 Series-kampioen Robert Wickens en DTM-coureur Christian Vietoris maakten onderdeel uit van het Junior Team en reden in 2012 voor Mercedes bij Persson Motorsport in de Deutsche Tourenwagen-Masters. Merhi scoorde echter geen punten en behaalde op Zandvoort met een elfde plaats zijn beste resultaat.
In 2013 bleef Merhi in de DTM rijden voor Mercedes-Benz, maar nu bij het HWA Team. Na puntenfinishes in het begin van het seizoen, behaalde hij in de laatste race op Hockenheim met een tweede plaats achter Timo Glock zijn eerste DTM-podium. Hierdoor werd hij vijftiende in het kampioenschap.

### Formule Renault 3.5
In 2014 keerde Merhi terug in het formuleracing, waarbij hij zijn debuut maakte in de Formule Renault 3.5 Series. Hij kwam naast Roman Mavlanov uit voor het team Zeta Corse. Op de Moscow Raceway behaalde hij zijn eerste overwinning en behaalde er later nog twee op de Nürburgring en de Hungaroring. Uiteindelijk eindigde hij achter Carlos Sainz jr. en Pierre Gasly als derde in het kampioenschap met 183 punten.
In 2015 bleef Merhi in de Formule Renault 3.5 rijden, maar stapte hij over naar het team Pons Racing. Op de Hungaroring stond hij op het podium, maar tijdens het raceweekend op de Red Bull Ring werd hij gediskwalificeerd voor de eerste race en uitgesloten van deelname voor de tweede race nadat hij kort na de finish een zwaar ongeluk veroorzaakte waarbij Nicholas Latifi bij hem achterop reed. Hierna verliet hij het team en het kampioenschap.

### Formule 1
In 2014 maakte Merhi zijn debuut in een Formule 1-weekend. Tijdens de Grand Prix van Italië verving hij Kamui Kobayashi in de eerste vrije training bij het team Caterham.
In 2015 maakte Merhi zijn Formule 1-racedebuut voor het Manor F1 Team, dat net voor de start van het seizoen financieel gered werd. Hij was enkel bevestigd voor de openingsronden van het seizoen. Merhi en teamgenoot Will Stevens reden echter in geen enkele sessie van het weekend wegens tijdgebrek. Tijdens vijf van de laatste zeven races van het seizoen werd hij vervangen door Alexander Rossi. Merhi reed nog wel in de Grands Prix van Rusland en Abu Dhabi, aangezien Rossi op dat moment uitkwam in de GP2 Series. Hij eindigde puntloos als negentiende in de WK-stand.

### World Endurance Championship
In 2016 kwam Merhi opnieuw voor Manor uit, maar ditmaal in de LMP2-klasse van het World Endurance Championship. Tijdens het seizoen reed hij vier races in auto #45 van het team en drie races, waaronder de 24 uur van Le Mans van dat jaar in auto #44. Op Spa-Francorchamps behaalde hij, samen met zijn teamgenoten Richard Bradley en Matt Rao zijn enige podiumplaats van het seizoen en werd veertiende in de eindstand.

### Formule 2
In 2017 had Merhi oorspronkelijk geen racezitje, maar nam hij voorafgaand aan het Formule 2-seizoen wel deel aan een aantal testdagen voor het team Campos Racing. Tijdens het tweede raceweekend op het Circuit de Barcelona-Catalunya mag hij bij dat team Stefano Coletti vervangen. Na één raceweekend werd hij weer vervangen door Robert Vișoiu. Tijdens het raceweekend op Spa-Francorchamps keerde hij terug in de klasse bij het team Rapax als vervanger van Sergio Canamasas.
In 2018 keerde Merhi terug in de Formule 2, waarin hij uitkwam voor het team MP Motorsport. Op het Circuit de Monaco behaalde hij een podiumplaats, maar na acht van de twaalf raceweekenden vertrok hij bij het team en werd hij vervangen door Dorian Boccolacci. Hij mocht wel de laatste twee raceweekenden instappen bij het team van Campos als vervanger van Roy Nissany, waarvoor hij in de seizoensfinale op het Yas Marina Circuit opnieuw op het podium stond. Met 61 punten eindigde hij als twaalfde in het kampioenschap.
In 2022 reed Merhi voor het eerst in vier jaar in de Formule 2 bij Campos in het weekend op de Red Bull Ring als vervanger van de geblesseerde Ralph Boschung. In de tweede race van het weekend finishte hij als tweede, maar door een tijdstraf van vijf seconden vanwege het te vaak overschrijden van de baanlimieten werd hij als derde geklasseerd. Hij reed nog twee weekenden, maar behaalde geen punten meer, waardoor hij twintigste werd in de eindstand.

## Formule 1-carrière
| Jaar/Jaren | Team  |
| ---------- | ----- |
| 2015       | Manor |

|                       | 2015 | Totaal |
| --------------------- | ---- | ------ |
| Aantal races          | 14   | 14     |
| Aantal zeges          | 0    | 0      |
| Aantal pole-positions | 0    | 0      |
| Aantal snelste ronden | 0    | 0      |
| Aantal podiumplaatsen | 0    | 0      |
| Aantal WK-punten      | 0    | 0      |
| Eindstand WK          | 19   |        |

### Totale Formule 1-resultaten
| Seizoen | Inschrijving           | Chassis       | Motor                         | 1       | 2      | 3      | 4      | 5      | 6      | 7       | 8      | 9      | 10     | 11     | 12     | 13     | 14  | 15     | 16     | 17  | 18  | 19     | Pos | Punten |
| ------- | ---------------------- | ------------- | ----------------------------- | ------- | ------ | ------ | ------ | ------ | ------ | ------- | ------ | ------ | ------ | ------ | ------ | ------ | --- | ------ | ------ | --- | --- | ------ | --- | ------ |
| 2014    | Caterham F1 Team       | Caterham CT05 | Renault Energy F1-2014 1.6 V6 | AUS     | MAL    | BHR    | CHN    | SPA    | MON    | CAN     | OOS    | GBR    | DUI    | HON    | BEL    | ITA TC | SIN | JPN TC | RUS TC | VST | BRA | ABU    | -   | -      |
| 2015    | Manor Marussia F1 Team | Marussia MR03 | Ferrari 059/3 V6              | AUS DNP | MAL 15 | CHN 16 | BHR 17 | SPA 18 | MON 16 | CAN DNF | OOS 14 | GBR 12 | HON 15 | BEL 15 | ITA 16 | SIN    | JPN | RUS 13 | VST    | MEX | BRA | ABU 19 | 19  | 0      |